# Alfred Des Cloizeaux

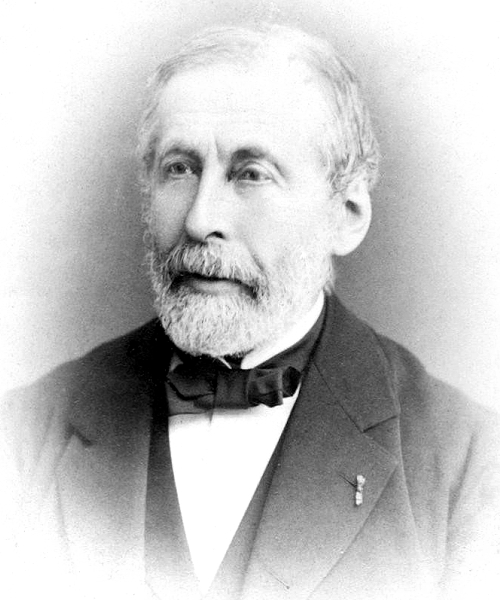
Alfred Des Cloizeaux.

Alfred Louis Olivier Le Grand Des Cloizeaux, född 17 oktober 1817 i Beauvais, departementet Oise, död 6 maj 1897 i Paris, var en fransk mineralog.
Des Cloizeaux företog efter avslutade studier mineralogisk-geologiska resor i Tyskland, Ryssland, Skandinavien och Island, och bevistade på sistnämnda plats Heklas utbrott 1845. Efter att ha varit anställd som lärare vid olika läroanstalter i Paris var han 1876-94 professor i mineralogi vid Muséum national d'histoire naturelle i Paris. År 1869 valdes han till medlem av Académie des sciences. 
Han beskrev ett mycket stort antal substanser ur kristallografisk och mineralogisk synvinkel och som huvudförtjänst kan nämnas införandet av optiska undersökningsmetoder i mineralogin, vilka efterhand fick mycket stor betydelse. Han tilldelades Rumfordmedaljen 1870 och Wollastonmedaljen 1886. Des Cloizeaux var ledamot av Kungliga Vetenskapsakademien från 1875 och av Kungliga Vetenskaps-Societeten i Uppsala 1878.